# Paul van Buren
Paul Matthews van Buren (* 1924 in Norfolk, Virginia; † 18. Juni 1998 in Blue Hill, Maine) war ein US-amerikanischer episkopaler Theologe, Pfarrer der Episkopalkirche der Vereinigten Staaten von Amerika, Hochschullehrer für Religion an der Temple University von Philadelphia, Direktor des Center of Ethics and Religious Pluralism at the Shalom Hartman Institute in Jerusalem.

## Leben und Wirken
Paul van Buren wuchs in Norfolk auf. Während des Zweiten Weltkrieges diente er in der United States Coast Guard. Nach Kriegsende besuchte er das Harvard College, das er 1948 mit dem Grad eines Bachelor of Arts verließ. Danach besuchte er die Episcopal Theological School und erhielt 1951 den Grad eines Bachelor of Sacred Theology. Später wurde er zum Priester in der Diocese of Massachusetts ordiniert. Im Jahre 1957 wurde er von der Universität Basel zum Doktor der Philosophie promoviert, wo er bei Karl Barth studiert hatte. Als Professor an der Temple University, an der er 22 Jahre lehrte, wurde er der führende Kopf der Schule oder Bewegung „Gott ist tot“ („God is dead“), obwohl er selbst diesen Namen für eine journalistische Erfindung hielt. Er betrachtete sich selber als Vertreter eines „Secular Christianity“ (säkularen Christentums). Durch eine Berufung wurde er Direktor des Zentrums für ethischen und religiösen Pluralismus am Shalom Hartman Institute von Jerusalem.
Mit dem Erscheinen seines Buches „Die säkulare Bedeutung des Evangeliums“ 1963 warf van Buren die Frage auf, welche sich fortan als roter Faden durch seine Theologie ziehen sollte: „Wie kann ein Christ, der selbst nicht kirchlich gebunden ist, das Evangelium auf eine säkulare Weise verstehen?“ Auf diese Fragestellung hatten drei Strömungen starken Einfluss: Die Theologie Dietrich Bonhoeffers, Friedrich Gogartens sowie die analytische Philosophie Ludwig Wittgensteins.
Van Buren war Mitglied der Christlichen Friedenskonferenz und Teilnehmer der I. Allchristlichen Friedensversammlung 1961 in Prag.

## Werke
- The Secular Meaning of the Gospel (1963)
- The Edges of Language (1972)
- Discerning the Way (1980)
- Christ in Context: A Christology for the Jewish-Christian reality (1988).
- Eine Theologie des christlich-jüdischen Diskurses, München : Kaiser, 1988
- Bonhoeffer in a world come of age, Philadelphia : Fortress Press, 1968
- God here and now. Barth, Karl. - New York : Harper & Row, 1964
- God here and now. Barth, Karl. - London : Routledge and Paul, 1964
- Reden von Gott in der Sprache der Welt, Zürich : Zwingli Verl., 1965